# 原宿表参道元氣祭り・スーパーよさこい

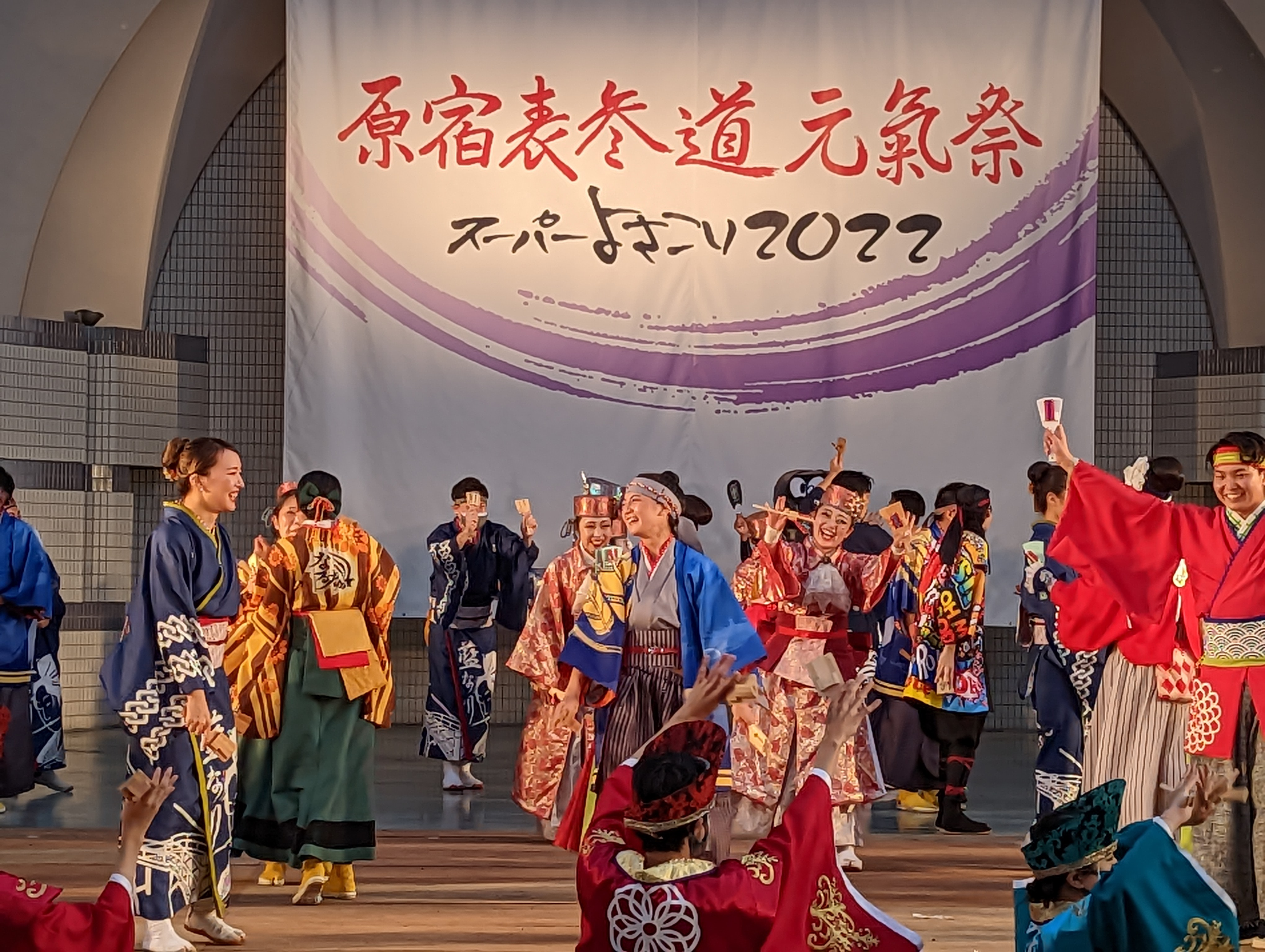
原宿表参道元氣祭・スーパーよさこい 代々木公園野外ステージ（2022年）

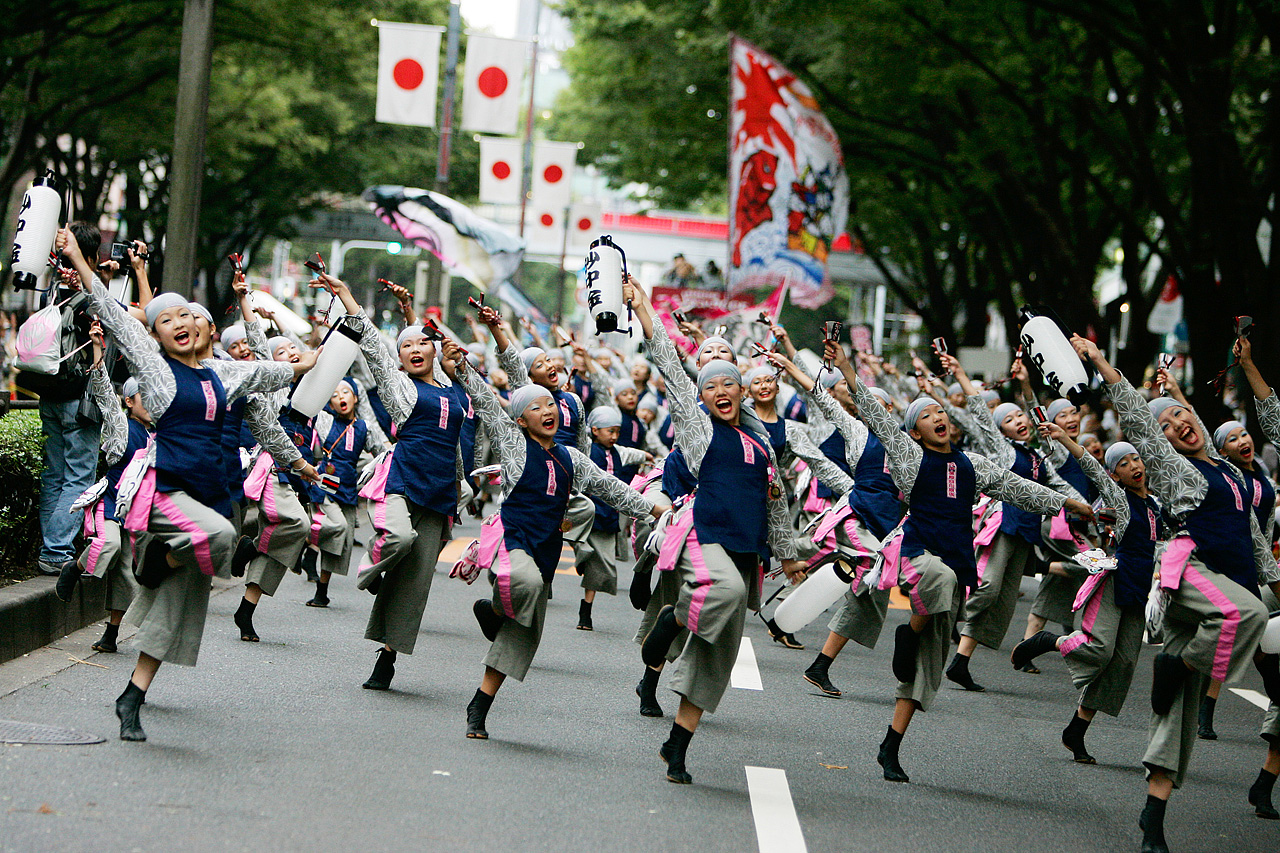
原宿表参道元氣祭・スーパーよさこい 代々木公園会場（2005年）

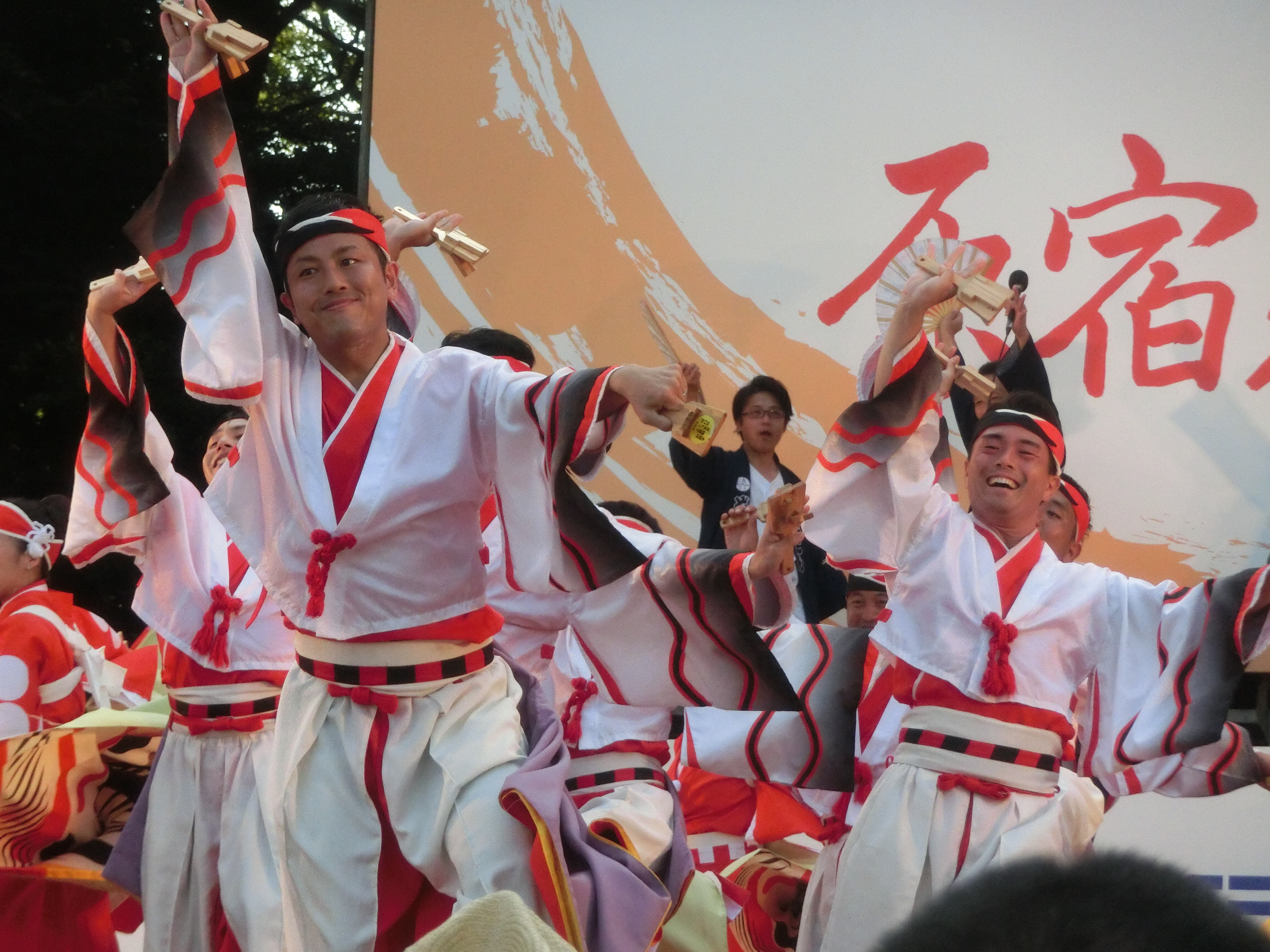
原宿表参道元氣祭・スーパーよさこい 原宿口会場（2018年）

原宿表参道元氣祭・スーパーよさこい（はらじゅくおもてさんどうげんきまつり・スーパーよさこい）は、よさこい系の祭りのひとつで、東京・原宿を会場に、2001年（平成13年）から毎年開催されている。

## 概要
原宿地域商店街の連帯と復興を目的として2001年から開催。8月の最終土曜日と日曜日の2日間にわたり、東京都渋谷区の明治神宮、同原宿口、代々木公園、表参道などの会場で行われる。明治神宮の特別協力を受けて、原宿の商店街振興組合（欅会）が主催、開始当初から高知のよさこい祭りのスタッフの助言を受けるとともに、例年10チームほどが高知から参加している。本場高知のよさこい祭りを東京で見られるイベントとして、観客数は開催5年目の2005年（平成17年）には約100万人に達した。
2018年度は過去最多となる108チーム、6300人参加（国外からも含む）。「代々木公園ステージ」前では物産展、高知県のPRブースも開かれる。

## おもな演舞場

### ストリート
- 表参道アヴェニュー
- NHK前ストリート

### ステージ
- 原宿口ステージ
- 代々木公園ステージ
- 神宮会館ステージ